# レニー・エイブラハムソン
レニー・エイブラハムソン（Lenny Abrahamson、1966年11月30日 - ）は、アイルランドの映画監督である。『FRANK -フランク-』や『ルーム』などを手がけた。日本語では「レニー・アブラハムソン」と表記されることもある。

## 経歴
1966年11月30日、ダブリンに生まれる。イングマール・ベルイマンやミケランジェロ・アントニオーニ、ジム・ジャームッシュ、ローレル&ハーディなどの映画を見て育った。トリニティ・カレッジで物理学を学ぶ。その後、スタンフォード大学で哲学を学ぶ。
2004年、『アダムとポール』で長編映画監督デビューを果たす。2014年、『FRANK -フランク-』がサンダンス映画祭にて上映される。2015年、ブリー・ラーソンとジェイコブ・トレンブレイを主演に迎えた『ルーム』が公開される。

## フィルモグラフィー

### 長編映画
- アダムとポール Adam & Paul （2004年）
- ジョジーの修理工場 Garage （2007年）
- リチャードの秘密 What Richard Did （2012年）
- FRANK -フランク- Frank （2014年）
- ルーム Room （2015年）
- ザ・リトル・ストレンジャー The Little Stranger (2018年)

### 短編映画
- 3 Joes （1991年）

### テレビドラマ
- Prosperity （2007年）
- ふつうの人々 Normal People (2020年) 6エピソード監督